# Caposele
Caposele es uno de los 119 municipios o comunas ("comune" en italiano) de la provincia de Avellino, en la región de Campania. Con cerca de 3.719 habitantes, según censo de 2006, se extiende por un área de 41,50 km², teniendo una densidad de población de 89,61 hab/km². Hace frontera con los municipios de Bagnoli Irpino, Calabritto, Castelnuovo di Conza, Conza della Campania, Laviano, Lioni, Teora, y Valva.
Toma el nombre de los manantiales volcánicos del río Sele. Fue uno de los municipios afectados pro el Terremoto ocurrido el 23 de noviembre de 1980. 

## Historia
Poetas e historiadores como Homero, Virgilio, Plinio el Viejo y Estrabón hablan del río Sele en sus escritos. El nacimiento de Caposele puede remontarse al período de las luchas de los romanos con las tribus samnias. Parece ser que los primeros habitantes de la zona construyeron sus moradas al pie del monte donde una gran cantidad de manantiales (cerca de 100) forman una laguna, que se constituye como el nacimiento de un río que discurre hasta Posidonia (Paestum).
Al inicio del siglo XI d. C. Caposle era ya territorio del Principado de Salerno, posteriormente Principado de Citra. Las primeras noticias sobre un feudo y un probable castillo provienen al período normando, probablemente hacia 1160, cuando Filippo di Balvano (o Balbano) se convierte en el propietario. Durante el curso de los siglos, el territorio estuvo bajo dominio de los Suevos, los Angevinos, los Aragoneses... 
En 1416, la reina Juana II de Nápoles entregó las rentas del feudo a Antonio Gesulado. Y fue con su descendiente Luis Gesualdo (Luigi II Gesualdo), cuando Caposele alcanza su esplendor; tal que en 1494, Caposele obtiene el título de "Universitas", lo que equivale a municipio autónomo, de modo que puede elegir libremente un alcalde por voto de sus habitantes y de administrar su justicia. Un gran privilegio dado a sus súbditos, que, con el paso del tiempo, escoge también un santo patrón -San Lorenzo- para su iglesia principal y un escudo para la comuna.
En el siglo XVII el territorio de Caposele pasa a manos de los Ludovisio, que lo adquirieron y lo revendieron más de una vez. Todo esto les obliga a abandonar el castillo. 
La peste de 1656 y el terremoto de 1694 diezman la población. En 1714 es nombrado príncipe de la Tierra de Caposele Iñigo Rota, el cual pone su bosque a disposición de San Alfonso cuando éste careciera de madera para construir la "Basilica di Mater Domini". En 1771 el territorio pasa a manos de Carlo Lagni, marido de Ippolita Rota, hija de Iñigo. En 1806 una ley francesa abole el feudalismo. Con lo que los aristócratas prefieren la vida mundana de Nápoles a la vida en la montaña.

## Lugares de interés
- El Santuario de San Gerardo Maiella, situado en la fracción de Materdomini, lugar de peregrinaje.
- Los manantiales del río Sele que alimentan el acueducto Pugliese.

## Demografía
| Gráfica de evolución demográfica de Caposele entre 1861 y 2001 |
|                                                                |
| Fuente ISTAT - elaboración gráfica de Wikipedia                |

- Datos: Q55014
- Multimedia: Caposele / Q55014

1. ↑  Worldpostalcodes.org, código postal n.º 83040.
2. ↑  «Codici Catastali». Comuni-italiani.it (en italiano). Consultado el 29 de abril de 2017.